# 困學紀聞
《困學紀聞》，元·王應麟撰，凡二十卷。
《困學紀聞》是考據筆記，是王應麟晚年寓居甬上的“碎金所萃”，有〈說經〉八卷，〈天文〉、〈地理〉、〈諸子〉二卷，〈考史〉六卷，〈評詩文〉三卷，〈杂识〉一卷，“九经旨趣，历代史传之事要，制度名物之原委，以至宗工巨儒之诗文议论”。《困學紀聞》糾正許多前人犯下的錯誤，例如卷十二《考史》中：“《乐书》作十九章，《索隐》云：‘《安世房中乐》。’今考之《汉志》，《安世房中歌》十七章、《郊祀歌》十九章。《索隐》误。”王應麟擅長於用避讳考证，“当阙所疑”，例如卷十四《考史》中，“《李德裕传》：韦弘质建言，宰相不可兼治钱谷。嘉祐六年《制策》：钱谷，大计也，韦贤之言不宜兼于宰相。盖弘字避讳，误以‘质’为‘贤’。”
清人张嘉禄稱：“深宁学问岂尽心于文字，盖将以明道也，《困学纪闻》一書於君子小人消長之幾，人心风俗维系之故，言之最切。”梁启超说：“宋王应麟《困学纪闻》，为清代考证学先导，故清儒甚重之。”
《困學紀聞》共有七家笺释，程瑶田、屠继绪、万希槐、阎若璩、何焯、全祖望、钱大昕，故世称七笺本。《困學紀聞》和《夢溪筆談》、《容齋隨筆》並稱宋代三大筆記書。

## 目錄
- 卷一 易
- 卷二 书
- 卷三 诗
- 卷四 周礼
- 卷五 仪礼、礼记、大戴礼记、乐
- 卷六 春秋、左氏传
- 卷七 公羊传、谷梁传、论语、孝经
- 卷八 孟子、小学、经说
- 卷九 天道、历数
- 卷十 地理、诸子
- 卷十一 考史 史记正误
- 卷十二 考史
- 卷十三 考史
- 卷十四 考史
- 卷十五 考史
- 卷十六 考史 汉河渠考、历代田制考、历代漕运考、两汉崇儒考
- 卷十七 评文
- 卷十八 评诗
- 卷十九 评文
- 卷二十 杂识

## 刊本
- 牟应龙至治二年序本
- 袁桷泰定二年序本
- 傅增湘所藏无序跋元刻本
- 正统间刊本
- 万历三十一年刊本